# بهتر از ما (مجموعه تلویزیونی)
بهتر از ما (روسی: Лучше, чем люди) یک مجموعه تلویزیونی روسی است در ژانر علمی–تخیلی و سازنده آن آندری یونکوفسکی است. این مجموعه برای شبکه یک روسیه (C1R) تهیه شد اما شرکت آمریکایی نت‌فلیکس آن را خرید.
این اولین سریال روسی است که به عنوان یک محصول اختصاصی نتفلیکس (Netflix Original) ارائه شده‌است. در ۱۶ اوت ۲۰۱۹، اولین فصل آن برای پخش در بازارهای نتفلیکس در خارج از روسیه و چین در دسترس بود.

## داستان
داستان در سال ۲۰۲۹ اتفاق می‌افتد که ربات‌های انسان‌نما (اندروئیدها) در موارد مختلفی به انسان خدمت می‌کنند و حتی در بسیاری از مشاغل جایگزین انسان شده‌اند. سیاست خانواده‌های تک‌فرزندی چین باعث کمبود جدی تعداد زنان شده‌است، بنابراین یکی از مهندسان ربات پیشرفته‌ای به نام آریسا طراحی می‌کند تا به عنوان مادری خوب برای همسر و کودکان خود ایفای نقش کند. آریسا از سه قانون روباتیک ایزاک آسیموف پیروی نمی‌کند. او برای محافظت از خانواده خود، که شامل خودش هم هست، طراحی شده‌است.
خالق آریسا می‌میرد و آریسا به شرکت روباتیک روسی کرونوس فروخته می‌شود. آریسا در کرونوس به‌طور تصادفی مردی را به قتل می‌رساند که سعی داشت از او استفاده جنسی ببرد و بعد از آن فرار می‌کند. او با سونیای کوچک (ویتا کورینینکو) روبرو می‌شود و با او پیوند برقرار می‌کند و برای خود نقش سرپرستی سونیا را در نظر می‌گیرد.
این سریال سه خط داستانی را دنبال می‌کند: آریسا (پائولینا آندریوا) و خانواده‌ای که او به آن تعلق پیدا کرده؛ قضایای پسر خانواده ایگور سافرانوف (الدار کالیمولین) و دوست دخترش ژانا (ورا پانفیلوا) به عنوان بخشی از گروه شبه‌نظامی ضد اندروئید موسوم به «پاک‌سازها»؛ و اسرار ویکتور توروپوف (الکساندر اوستیاگوف) رئیس کرونوس که در تلاش برای پنهان کردن این واقعیت است که شرکتش نمی‌تواند آریسای دیگری بسازد.